# Carinoclytus semiruber
Carinoclytus semiruber là một loài bọ cánh cứng trong họ Cerambycidae.